# I Believe I Can Fly
〈I Believe I Can Fly〉는 R&B 가수 R. 켈리의 1996년 노래이다. R. 켈리가 작사, 작곡하고 연주했으며. 1996년 영화 《스페이스 잼》의 사운드 트랙에 수록됐다. 후에는 켈리의 1998년 음반 《R》에도 수록됐다.
I Believe I Can Fly는 빌보드 핫 100에 2위로, 알앤비 싱글 차트에 1위로, 미국 차트에서 1위로 등재되었다.

## 차트 성적
| 차트(1996년)                                      | 최고 순위 |
| ------------------------------------------------- | --------- |
| 미국 빌보드 핫 100                                | 2         |
| 미국 빌보드 핫 알앤비 싱글 & 트랙                 | 1         |
| 미국 빌보드 댄스 Maxi 싱글                        | 6         |
| 미국 빌보드 어덜트 컨템포러리(Adult Contemporary) | 7         |
| 미국 싱글 차트                                    | 1         |
| 오스트레일리아 ARIA 싱글 차트                     | 24        |
| 오스트리아 싱글 차트                              | 2         |
| 네덜란드 싱글 차트                                | 1         |
| 유로차트 핫 100 싱글                              | 1         |
| 프랑스 싱글 차트                                  | 1         |
| 독일 싱글 차트                                    | 3         |
| 스웨덴 싱글 차트                                  | 11        |
| 스위스 싱글 차트                                  | 1         |
| 폴란드 싱글 차트                                  | 1         |

## 우주에서
STS-122 승무원은 비행일 10일째 되던 날 모닝콜로 이 노래를 들었다.